# Mirosław Chlebosz
Mirosław Chlebosz (ur. 29 sierpnia 1961) – polski sztangista, medalista mistrzostw Europy (1984).

## Życiorys
Jest wychowankiem Burzy Wrocław, a od 1980 reprezentował barwy Śląska Wrocław. Startował w kategorii 67,5 kg i 75 kg. Jego największym sukcesem na arenie międzynarodowej był brązowy medal mistrzostw Europy w 1984 w kategorii 67,5 kg wynikiem 310 kg. W 1983 w mistrzostwach świata zajął 4. miejsce w tej samej kategorii wynikiem 315 kg (142,5 kg + 172,5 kg). W mistrzostwach Polski był czterokrotnym srebrnym medalistą (1982 i 1983 w kat. 67,5 kg, 1985, 1987 w kat. 75 kg) i dwukrotnie brązowym medalistą (1984 i 1986 w kat. 75 kg)
Od 1992 pracuje jako trener w Śląsku Wrocław.
Jest starszym bratem Włodzimierza Chlebosza oraz ojcem sztangistów Radosława Chlebosza i Przemysława Chlebosza.
Rekordy życiowe: w kat. 75 kg – rwanie 150 kg, podrzut 192 kg, dwubój 337 kg; w kat. 67,5 kg – rwanie 143 kg, podrzut 182,5 kg, dwubój 317 kg.